# Evarcha arabica
Evarcha arabica là một loài nhện trong họ Salticidae.
Loài này thuộc chi Evarcha. Evarcha arabica được Wanda Wesołowska & Antonius van Harten miêu tả năm 2007.